# Światowy Kongres Ukraińców
Światowy Kongres Ukraińców (ukr. Світовий Конґрес Українців, Switowyj Kongres Ukrajinciw) – ukraińska organizacja emigracyjna koordynująca działalność wszystkich organizacji diaspory ukraińskiej na całym świecie. Powstała w listopadzie 1967 w Nowym Jorku w Stanach Zjednoczonych jako Światowy Kongres Wolnych Ukraińców (zmiana nazwy nastąpiła w 1991). Współpracuje z organizacjami ukraińskimi ponad 30 krajów.
W żądaniach podpisanych 30 grudnia 2006 Kongres wystąpił do rządu Rzeczypospolitej Polskiej, by Polska wypłaciła Ukraińcom odszkodowania za akcję „Wisła” oraz złożyła przeprosiny, jak również zwraca uwagę Rady Europy, Organizacji Bezpieczeństwa i Współpracy w Europie, Unii Europejskiej oraz Organizacji Narodów Zjednoczonych, że rząd RP otwarcie odmówił potępienia, przeproszenia i wypłacenia odszkodowań ofiarom akcji „Wisła”. Autorzy żądań zwrócili się też do prezydenta Ukrainy, żeby z ich postulatów uczynił istotną część stosunków ukraińsko-polskich – nie spotkało się to jednak z aprobatą ukraińskich władz.
Kongres już wcześniej w uchwałach swoich zjazdów zgłaszał podobne postulaty wobec Polski, mimo że w 1990 akcję „Wisła” potępił Senat Rzeczypospolitej Polskiej, a w 2002 prezydent Aleksander Kwaśniewski wyraził ubolewanie z powodu przeprowadzenia tej operacji. Ponadto 27 lutego 2007 prezydent Polski, Lech Kaczyński, i prezydent Ukrainy, Wiktor Juszczenko, we wspólnym oświadczeniu potępili akcję „Wisła”. Część Ukraińców przetrzymywanych wówczas w obozie w Jaworznie otrzymuje rentę specjalną.
11 lipca 2016 przewodniczący Kongresu, Eugene Czolij, oddał hołd ofiarom rzezi wołyńskiej pod upamiętniającym ją warszawskim pomnikiem.

## Przewodniczący Kongresu
Na podstawie źródła:
- Wasyl Kusznir, 1967–1969
- Joseph Lesawyer, 1969–1971
- Antin Melnyk, 1971–1973
- Wasyl Kusznir, 1973–1978
- Mykoła Pławjuk, 1978–1981
- Iwan Bazarko, 1981–1983
- Peter Savaryn, 1983–1988
- Yuri Shymko, 1988–1993
- Dmytro Cipywnyk, 1993–1998
- Askold Lozynskyj, 1998–2008
- Eugene Czolij, 2008–2018
- Paul Grod, od 2018